# Битка код Џалуле
Битка код Џалуле одиграла се између Сасанидског царства и Рашидунска калифата убрзо након освајања Ктесифона. Након заузимања Ктесифона, неколико одреда је одмах упућено на запад да заузму Каркесију и Хит утврђења на граници Византијског царства. Неколико јаких персијских војски и даље је било активно североисточно од Ктесифона код Џалуле и северно од Тигра код Тикрита и Мосула. Највећа претња од свих била је персијска концентрација код Џалуле. Након повлачења из Ктесифона, персијске војске окупиле су се у Џалули североисточно од Ктесифона, места од стратешког значаја одакле су руте даље водиле ка Ираку, Хорасану и Азербејџану. Персијским снагама код Џалуле командовао је генерал Михран. Његов заменик био је генерал Фарухзад, брат генерала Ростама Фарохзада, који је командовао персијским снагама у бици код Кадисије. Како је био послат на терен од стране халифа Омара, Сад ибн Аби Вакас је одатле о свему извештавао Омара. Калиф је одлучио прво да се позабави Џалулом; његов план је прво био да се очисти пут на север пре било какве одлучне акције против Тикрита и Мосула. Омар је именовао Хашима ибн Утбу међу чалнове експедиције која је кранула у Џалулу. Негде у априлу 637. Хашим је марширао на челу 12.000 војника из Ктесифона и након пораза Персијанаца у бици код Џалуле, седам година је опседао Џалулу, док се није предала под уобичајеним условима плаћања џизије.

## Увод
Након заузимања Ктесифона, неколико одреда је одмах упућено на запад да заузму Каркесију и Хит, утврђења на граници Византијског царства. Јаки персијски гарнизони североисточно од Ктесифона код Џалуле и северно од Тигра код Тикрита и Мосула представљали су претњу муслиманским освајачима. Навећа претња од свих била је персијска концентрација код стратешке тврђаве Џалуле. Персијским снагама је код Џалуле командовао генерал Михран Рази. Његов заменик је био генерал Фарухзад, брат генерала Ростама Фарохзада, који је командовао персијским снагама у бици код Кадисије. Џалула је био град од стратешког значаја, само грло северног Ирака. Имати Џалулу под својом влашћу значило је имати врата ка Северном Ираку. Персијци су зато очекивали напад код Џалуле. Одбрана Џалуле такође је била веома важна за снагу царства и одржавање реда на удаљеним границама Персијског царства. Према упутствима халифа Омара, Сад ибн Аби Вакас, главни заповедник муслимана на персијском фронту, известио је о свим стратешким ситуацијама Омара који је одлучио да се прво позабави Џалулом. Његов план је био да прво очисти своју позадину пре било какве одлучне акције даље на север против Тикрита и Мосула. Омар је за вођу експедиције код Џалуле именовао Хашима ибн Утбу. Негде у априлу 637., Хашим је марширао на челу 12.000 војника из Ктесифона и дошао у контакт са Персијанцима изван утврђења Џалула.

## Бојно поље
Код Џалуле су се и персијски и муслимански бокови одмарали од природних препрека. Природне препреке јавиле су се у виду реке Дијале на истоку и преломљеног тла на западу. Разбијено тло није било погодно за коњицу, па је чак и кретање пешадије у већем броју било тешко и изложило би их персијској ватреној снази.

## Супротни планови
Михран, персијски заповедник Џалуле, био је генерал-ветеран који се борио против муслимана код Кадисије и добро је познавао муслиманску тактику. Копао је ровове и забијао калтропе у земљу (као препреке точковима) како би успорио мулиманско напредовање. Персијске трупе су намеравале да сруше Муслимане излажући их фронталним нападом, при чему би били изложени персијским стрелцима и артиљерији у виду опсадних справа. Калтропи (дрвено коље побијено у земљу) су такође спречавали брзо кретање муслиманске коњице и пешадије. Михран је своју војску распоредио у класичну одбрамбену формацију са намером да отпочне напад када муслимани претпе довољно губитака и језгро њихове моћи буде уништено. Хашим, муслимански заповедник је, кад је стигао на бојиште, анализирао да Персијанци не могу бити нападнути са бочних граница због тих природних баријера и да им се мора приближи са фронта али да би то било скупо. Одлучио је да намами Персијанце како би их извукао из њихових ровова (укопаних заклона) и калтропа. Хашим је планирао да изврши фронтални напад и изложи се повчлачењу под жестоком персијском ватром, а након што се Персијци удаље од свог рова, његова коњица би заузела мост на рову, и пресекла пут Персијског повлачења.

### Распоред Рашидунских снага
У записима муслиманских хроника из периода од 7. до 10. века познати су детаљи о саставу рашидунске војске и јединица које су учествовале у овој бици. Постоји нека верзија распореда снага.
Табари бележи да је Рашидунска војска била састављена од 12.000 војника, са следећим распоредом снага:
- Хашим ибн Утба као главни заповедник
- Ел Какаа ибн Амр ат Тамими заповиједао је претходницом
- Сир бин Малик је командовао десним крилом војске.
- Амр бин Малик бин Утба командовао је левим крилом војске.
- Амр бин мура ел Џухани командовао је задњим стражарима

Док су Талха (Тулајха) ибн Кхувајлид ибн Навфал ел Асади; Амру бин Мади Јакриб; Кајси бин Макшух и Хуџур бин Ади долазили касније као појачања. Генерално, укупне трупе састојале су се од истакнутих личности Ансара и Мухаџира током првих битака муслимана и делова Бедуина који су се раније побунили током Ратова Риде.
Ахмад ибн Атхам пружа мало другачију верзију од Табаријевог састава, наиме:
- Џарир бин Абдулах ел Баџали командовао десним крилом војске.
- Хуџр бин Абдулах ел Кинди командовао левим крилом војске.
- Макшух ел Муради је командовао нејасно размештеним јединицама на крилу војске.
- Амр бин мура ел Џухани командовао је коњицом у центру.
- Талха (Тулајха) ибн Хуваилид ибн Навфал ел Асади заповиједао је пешадијом.[3]

Баладури такође помиње врло кратко састав који је сличан саставу Ахмеда ибн Атема, осим што укључује Џарир бин Абдулаха.

## Битка
Битка је започела фронталним нападом Муслимана; након што су се неко време ангажовали муслимани су се организовано повукли назад. Михран је, осетивши да је време да се изврши офанзива на њега, наредио да се премости повежу. Једном када је персијска војска успоставила борбену формацију наредио је општи напад. До сада је битка напредовала онако како су планирала оба заповедника. Једном када је Михран ангажовао своје трупе на отвореном бојном пољу, Хашим је одлучио да изврши свој маневар. Послао је јак коњички пук под једним од својих најистакнутијих коњаничких заповедника; Кака ибн Амром, за заузимање моста преко заклона. Мост није био пажљиво чуван, јер су практично све персијске трупе биле коришћене за напад на главне муслиманске снаге. Кака је маневрисао око персијског десног бока и брзо заузео мост иза њих. Вест о јаком муслиманском одреду коњице у њиховом задњем делу била је озбиљана претња перзијском моралу. Хашим је покренуо фронтални напад са муслиманском пешадијом, док се Кака залетео у персијску позадину са својом коњицом. Персијске трупе биле су заробљене између муслиманске војске и природних баријера на бојном пољу. Ипак, хиљаде њих је успело да побегне и стигну до тврђаве Џалула.
- Неуспјех повлачења муслимана
- Ссанидска офанзива
- Опште ангажовање
- Какин изванредни маневар

## Последице
Персијци су претрпели велике жртве, а битка је завршила потпуном победом муслимана. Након битке, Хашим је опсео Џалулу. Персијски цар Јездигерд III није био у стању да пошаље појачања у Џалулу, а тврђава се предала муслиманима седам месеци касније под условима годишње исплате џизије (данака). Након заузимања Џалуле, муслимани су заузели Тикрит и Мосул, завршавајући тиме освајање Ирака. Након освајања Ирака (регион западно од планина Загрос), Омар је одлучио да консолидује освојену територију. Он, изгледа, за сада није желео даље освајање. Готово да је био у дефанзиви док га стални персијски напади у Ирак нису приморали да покрене велику инвазију на Персијско царство.